# El Castellón Alto
El enclave arqueológico de Castellón Alto es un yacimiento arqueológico argárico situado en el municipio de Galera, en la provincia de Granada, España. Este enclave se enmarca dentro de la Cultura Argárica, en un momento avanzado del Bronce Pleno. Su cronología se sitúa entre el 1900 y el 1600 cal a. e. c. Se trata de un poblado agrícola de mediano tamaño.

## El paisaje y el entorno
El poblado de Castellón Alto se insertaba en un sistema de control del territorio junto a otros que siguen un mismo patrón de asentamiento. Se situaron dominando el valle y en la margen izquierda del curso de los ríos para protegerse del viento y beneficiarse de la zona de solana. Existe un asentamiento que ejerce como centro (Cerro de la Virgen) y del que dependen los demás. Con el objetivo de asegurarse la explotación regular de los recursos y crear un sistema defensivo eficaz, se instalaron a una distancia similar entre sí. Castellón Alto se encuentra ubicado en un promontorio elevado sobre el valle del río Galera ejerciendo un control visual del mismo. Su aspecto escalonado y encastillado se vio reforzado por la construcción de líneas de muralla, lo que le aportó una total integración en el paisaje y un sistema defensivo muy eficaz.
El paisaje que ahora podemos observar desde Castellón Alto no ha cambiado significativamente, aunque hay algunos elementos distintos, el río sería más caudaloso e iría más alto que en la actualidad. La vegetación de las zonas altas sería más frondosa, entendiendo por frondosa un pinar disperso y una mayor concentración de vegetación de ribera.
Las zonas cultivadas se ceñirían a la franja inundable del río, si bien no estaría totalmente cultivada ni parcelada esta zona como ocurre en la actualidad.

## La organización espacial y el hábitat
Castellón Alto está organizado en dos zonas: un cerro en forma de espolón que avanza sobre el valle y una ladera contigua. La distribución espacial de las viviendas es consecuencia de una diferenciación social, aunque en otros casos se organizan por parentescos familiares.
En el cabezo encontramos tres terrazas naturales. La superior, donde se encuentra la acrópolis, y las terrazas media e inferior, que presentan una organización más regular. En la ladera contigua las cabañas se distribuyeron en cuatro terrazas artificiales. Las calles son estrechas y en algunos casos están pavimentadas, sirviendo para organizar y separar las viviendas.
La existencia de una cisterna en la zona de la acrópolis nos señala que el control del agua era ejercido por las familias de mayor rango que se situaron aquí. El mayor tamaño de las viviendas de esta zona y la riqueza en los ajuares hallados en éstas también lo confirman.
Para construir sus casas los habitantes de Castellón Alto elevaban un muro compuesto de ramas revestidas de barro sobre un zócalo de mampostería. La estructura se reforzaba con vigas de pino. La techumbre estaba compuesta por un entramando de ramas sobre el que se echaba una capa de barro para impermeabilizar. El interior de las viviendas se encontraba distribuido para realizar las distintas actividades domésticas.

## Agricultura, ganadería y caza
Los habitantes de Castellón Alto eligieron este lugar para controlar el territorio y aprovecharon los recursos que el valle les ofrecía para desarrollar actividades agrícolas y ganaderas.
El entorno que lo rodea ha variado mucho en los últimos 40 siglos, ya que el clima actual es más seco. Los estudios realizados en Castellón Alto nos hablan de un paisaje de bosque mediterráneo en el que se observan los primeros síntomas de degradación por la influencia humana.
Practicaron actividades agrícolas como el cultivo de cereales y leguminosas, así como lino para fabricar tejidos. Cerca del poblado practicaron el pastoreo, principalmente de cabras y ovejas. Por otro lado, el bosque fue aprovechado para conseguir alimentos, combustibles, materiales de construcción, hierbas medicinales y como lugar donde practicar la caza, especialmente de cérvidos, jabalíes y conejos. También realizaron actividades de pesca en el río. Criaron animales que resguardaban en cobertizos dentro del poblado. Tuvieron caballos y bóvidos que utilizaron para acarrear grandes pesos. Dichos animales eran sacrificados al llegar a adultos con el fin de aprovechar su carne. Los perros eran los encargados de cuidar al ganado.

## Cerámica, madera, esparto, hueso...
La cerámica encontrada en Castellón Alto repite los esquemas de la mayoría de yacimientos argáricos. Copas y vasos carenados son las formas más típicas. No la decoraban, aunque había un gran cuidado de las superficies.
Utilizaron la piedra que conseguían en las cercanías del poblado para la construcción de sus viviendas y para la fabricación de numerosos instrumentos.
El tejido se realizaba en telares verticales, para esta actividad usaban el lino y la lana.
Trataron el esparto fabricando sandalias, cestas, cuerdas y esteras. Incluso los huesos de los animales eran aprovechados para fabricar agujas, punzones o botones.
Las condiciones del terreno han permitido que en este yacimiento se conserven bastantes restos de materiales orgánicos, por lo que restos de telas, cestería o madera han sido perfectamente documentados.
La existencia de élites provocó una necesidad de materiales valiosos que conseguían a través de intercambios y comercio. Se han hallado ajuares con brazaletes y otros objetos realizados en cobre o plata, que llegaron de otros lugares, ya que en Castellón Alto no hay indicios del trabajo del metal.

## El mundo funerario
En Castellón Alto se localizan las sepulturas en el interior de las viviendas siguiendo tres tipologías: en vasijas de barro (la población infantil), en fosas practicadas directamente en el suelo y, por último, en covachas abiertas en la roca junto a la pared posterior de las casas. Tras depositar al difunto, todas se sellaban con losas de piedra o tablas de madera.

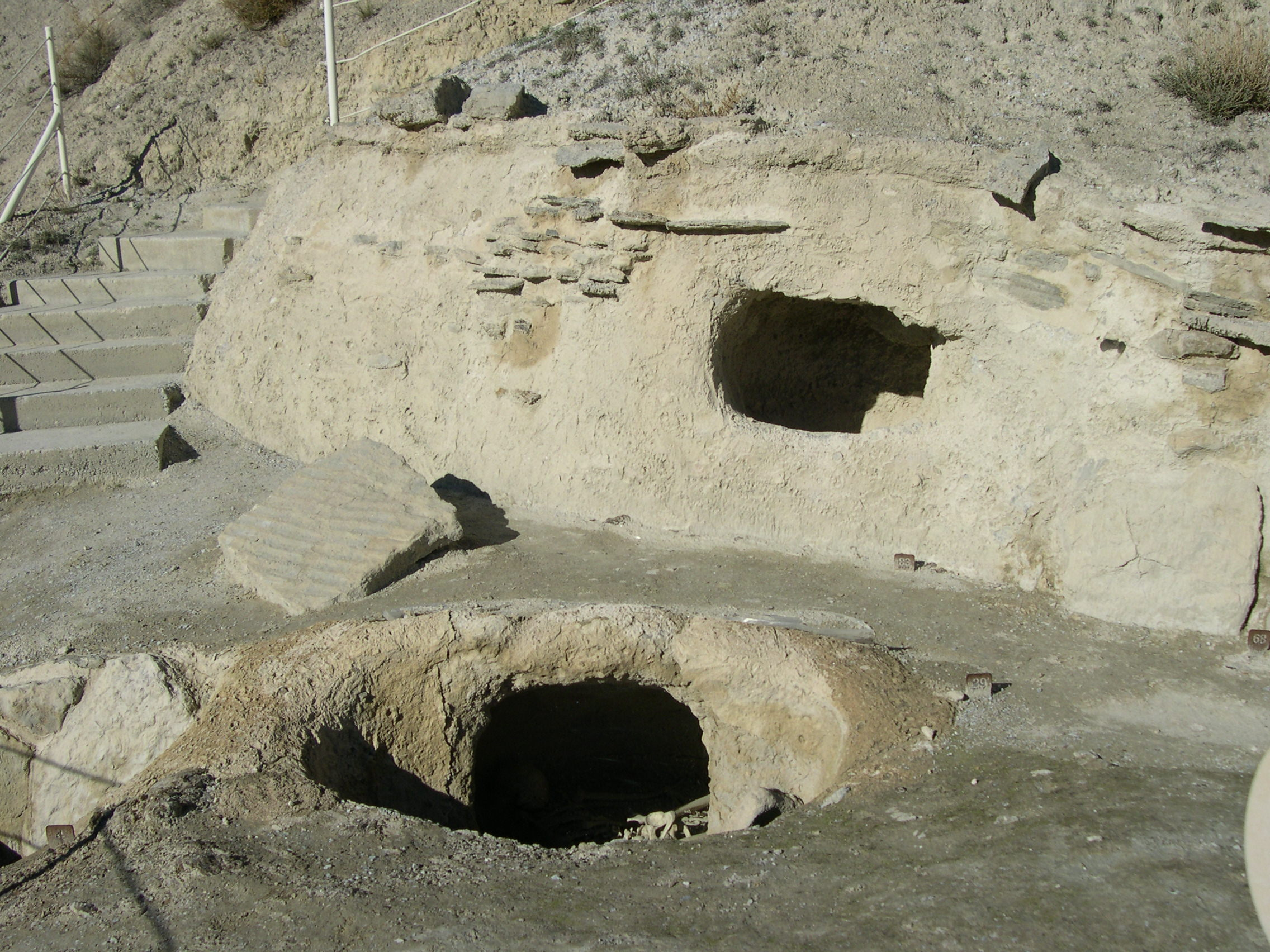
Tumbas

El ritual consistía en colocar los cuerpos en posición fetal y envolverlos con un sudario para que no perdieran esa postura. Junto al cuerpo se depositaban sus armas y útiles de hueso, piedra o metal. Finalmente recibían ofrendas de alimentos en recipientes de cerámica. Eran enterrados de manera individual, en pareja o en enterramientos familiares, muestra de la importancia de los parentescos.
La Paleoantropología, ciencia que estudia los restos óseos humanos, aporta mucha información en Castellón Alto. La esperanza media de vida al nacer fue de 23 años; ya que había un alto índice de mortandad infantil. Los varones sufrieron traumatismos en hombros y columna por realizar actividades duras como el transporte de pesos. Las mujeres se vieron más afectadas en los codos y la región lumbar por las labores de molienda del cereal. Los restos encontrados también nos ofrecen datos acerca de las diferencias alimenticias entre individuos del mismo asentamiento.

## Un hallazgo excepcional: la sepultura 121
Durante la campaña de excavación realizada en noviembre de 2002 en la Terraza Inferior del yacimiento argárico de Castellón Alto, apareció una sepultura con restos humanos parcialmente momificados. Se trata de la sepultura 121, una covacha excavada en el talud de la terraza.
Se trataba de una sepultura en covacha, el tipo normalmente utilizado en el yacimiento. El cierre se hizo con tablones escuadrados de pino salgareño sobre los que se extendió una capa de barro y se antepuso un muro de mampostería. Este cierre hermético ha aislado durante siglos el enterramiento, no permitiendo la filtración de tierra ni agua, lo que, unido a la gran sequedad ambiental ha favorecido la momificación por deshidratación.
Los restos humanos pertenecen a un varón adulto de entre 27 y 29 años y un niño. El adulto medía en torno a 1,60 m de estatura y mediana robustez. Conserva restos de tejidos corporales y mechones de pelo largo y oscuro en la cabeza, que se peinó con dos trenzas laterales y una coleta central. También conserva restos de la barba y pelo corporal, todavía adheridos a trozos de piel. Se han recuperado varios fragmentos de tejido de lino y lana, así como impresiones de lino en algunos huesos como las falanges de las manos.
El niño, de unos 4 años de edad, murió antes y fue sacado de su sepultura original para enterrarlo junto al adulto, por eso sus huesos forman un paquete desordenado colocado en la zona anterior derecha de la sepultura. Estaba parcialmente momificado cuando se extrajo de su primera sepultura y conserva restos de partes blandas y de pelo oscuro, corto y peinado hacia delante para formar en la frente un flequillo. Se han encontrado fragmentos de un tejido de lino y restos de un posible gorro de lana tejida recubierta por cuero.
El ajuar funerario estaba compuesto por cuatro vasijas cerámicas, entre ellas una copa, brazaletes de cobre, anillos de plata, un puñal de cobre con restos de cuero de la vaina y un hacha de cobre con el mango completo de madera de encina, que aún conserva restos de las fibras de enmangue. Esta hacha, por la forma de estar insertada en el mango se utilizaría como azuela (para el trabajo de la madera). El niño tenía un brazalete de bronce en cada antebrazo y tres cuentas de collar. Junto a sus huesos han aparecido restos de oveja muy joven.